# Marstation e altri racconti
Marstation e altri racconti è un'antologia di racconti fantascientifici di tre autori diversi edita solo in Italia l'11 luglio 1965, nella collana fantascientifica Urania (n. 392).

## Titoli
- Marstation (Way Station, 1965), di Irving E. Cox jr.
- Globo d'acqua (Raindrop, 1965), di Hal Clement
- I bestemmiatori (The blasphemers, 1964), di Philip José Farmer

## Edizioni
- Marstation e altri racconti, traduzione di Enrica La Viola, Urania n° 392, Arnoldo Mondadori Editore, 1965,  p. 128.